# Rairiz de Veiga
Rairiz de Veiga – gmina w Hiszpanii, w prowincji Ourense, w Galicji, o powierzchni 72,11 km². W 2011 roku gmina liczyła 1568 mieszkańców.